# Johann August de Saxa-Gotha-Altenburg

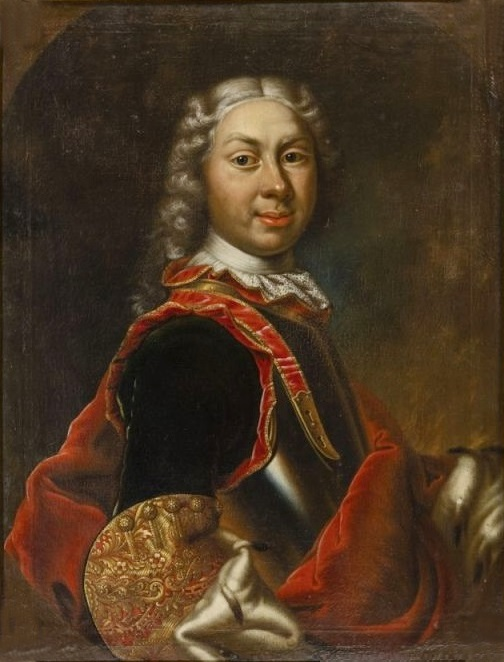
Prințul Johann August de Saxa-Gotha-Altenburg

Johann August de Saxa-Gotha-Altenburg (n. 17 februarie 1704 – d. 8 mai 1767), a fost prinț german, membru al Casei de Saxa-Gotha-Altenburg.
El a fost al cincilea fiu însă al doilea care a supraviețuit copilăriei al lui Frederic al II-lea, Duce de Saxa-Gotha-Altenburg și a soției acestuia, Magdalene Augusta de Anhalt-Zerbst.

## Biografie
În 1725 el a intrat în armata imperială și a luptat în Italia și Ungaria. În Bătălia de la Grocka a fost rănit și a petrecut o perioadă de timp la Altenburg pentru a se recupera. Mai târziu și-a asumat îndatoririle militare și a luptat în Războiul de Succesiune Austriacă în Silezia, Boemia și Rin. În cele din urmă a devenit mareșal imperial și a primit propriul său regiment de dragoni.
A locuit cu familia sa la Stadtroda, unde cu puțin timp înainte de moartea sa a primit vizita regelui Frederic cel Mare al Prusiei. El a fost premiat cu ordinul polonez al Vulturului Alb.

### Căsătorie și copii
La Stadtroda la 6 ianuarie 1752, Johann August s-a căsătorit cu Luise Reuss de Schleiz (n. 3 iulie 1726 - d. 28 mai 1773), văduva fratelui său mai mic, Christian Wilhelm. Ei au avut patru copii:
- Augusta Louise Fredericka (n. 30 noiembrie 1752 – d. 28 mai 1805), căsătorită la 28 noiembrie 1780 cu Frederic Karl, Prinț de Schwarzburg-Rudolstadt.
- un fiu (11 noiembrie 1753)
- un fiu (27 decembrie 1754)
- Louise (n. 9 martie 1756 – d. 1 ianuarie 1808), căsătorită la 1 iunie 1775 cu Frederic Francisc I, Duce de Mecklenburg-Schwerin (Mare Duce din 1815). Ea a fost strămoașa directă a Prințului Albert de Saxa-Coburg și Gotha, mai târziu Prinț Consort al Marii Britanii, și, prin el, strămoașa directă a actualei familii regale britanice.